# Alien 3 (gra komputerowa)
Alien 3 – komputerowa gra akcji wydana na konsolę Super Nintendo Entertainment System w 1993 roku. Jej producentem było brytyjskie studio Probe Entertainment, które stworzyło grę również na konsolę Nintendo Entertainment System, Amigę, Sega Master System, Sega Game Gear, Game Boy i kilka innych platform. Akcja gry nawiązuje bezpośrednio do trzeciej części filmu Obcy.

## Fabuła
Ellen Ripley po ucieczce z księżyca LV-426 wraz z innymi ocalałymi rozbija się na planecie Fiorina 161, na której znajduje się kolonia karna. W niej przebywają najgroźniejsi przestępcy, w tym gwałciciele i mordercy. Ucieczkę z LV-426 przeżyła jedynie Ellen Ripley oraz twarzołap, który wcześniej dostał się na pokład kapsuły ratowniczej. Potwór zaczyna się rozmnażać i siać zniszczenie na planecie. Tymczasem Ripley dowiaduje się, że jest nosicielką królowej obcych.

## Różnice pomiędzy filmem a grą
Twórcy gry zmienili wygląd gry w stosunku do filmu. Główną różnicą są setki, a nie jeden Xenomorph. Gra nie jest więc horrorem, tak jak film, a grą pełną akcji. Sporą różnicą jest również to, że autorzy dali graczom do dyspozycji cały arsenał broni, podczas gdy w filmie mieszkańcy Furii 161 byli bezbronni wobec Obcego. Ellen Ripley może posługiwać się najbardziej znanymi broniami, takimi jak strzelba, karabin pulsacyjny czy miotacz ognia.